# Jaźwiny (Koszary)
Jaźwiny – część wsi Koszary w Polsce, położona w województwie wielkopolskim, w powiecie konińskim, w gminie Sompolno
W latach 1975–1998 Jaźwiny należały administracyjnie do województwa konińskiego.
Mieszkańcy Jaźwin wyznania katolickiego przynależą do parafii Narodzenia Najświętszej Maryi Panny w Racięcicach.